# 72826
72826 (conosciuto anche come Tool o Toolshed) è un demo del gruppo musicale statunitense Tool, pubblicato nel 1991 dalla Toolshed Music.

## Descrizione
Si tratta della prima pubblicazione del gruppo e contiene sei brani poi ripresi nelle successivi pubblicazioni Undertow e Opiate. La cassetta ha come immagine di copertina una chiave inglese dalla forma fallica ideata dall'artista Cam de Leon, mentre il titolo rappresenta la parola "satan" (satana in inglese) se composta tramite un tastierino telefonico.
Il 15 luglio 2019 il demo è stato reso disponibile per la prima volta nei principali negozi di musica digitale e nelle piattaforme di streaming, venendo tuttavia rimosso successivamente.

## Tracce
Testi e musiche dei Tool.
Lato A
1. Cold and Ugly – 3:47
2. Hush – 2:38
3. Part of Me – 2:58

Lato B
1. Crawl Away – 4:46
2. Sober – 4:30
3. Jerk-Off – 3:56

## Formazione
- Maynard James Keenan – voce
- Adam Jones – chitarra
- Paul D'Amour – basso
- Danny Carey – batteria